# Frans Bolscher

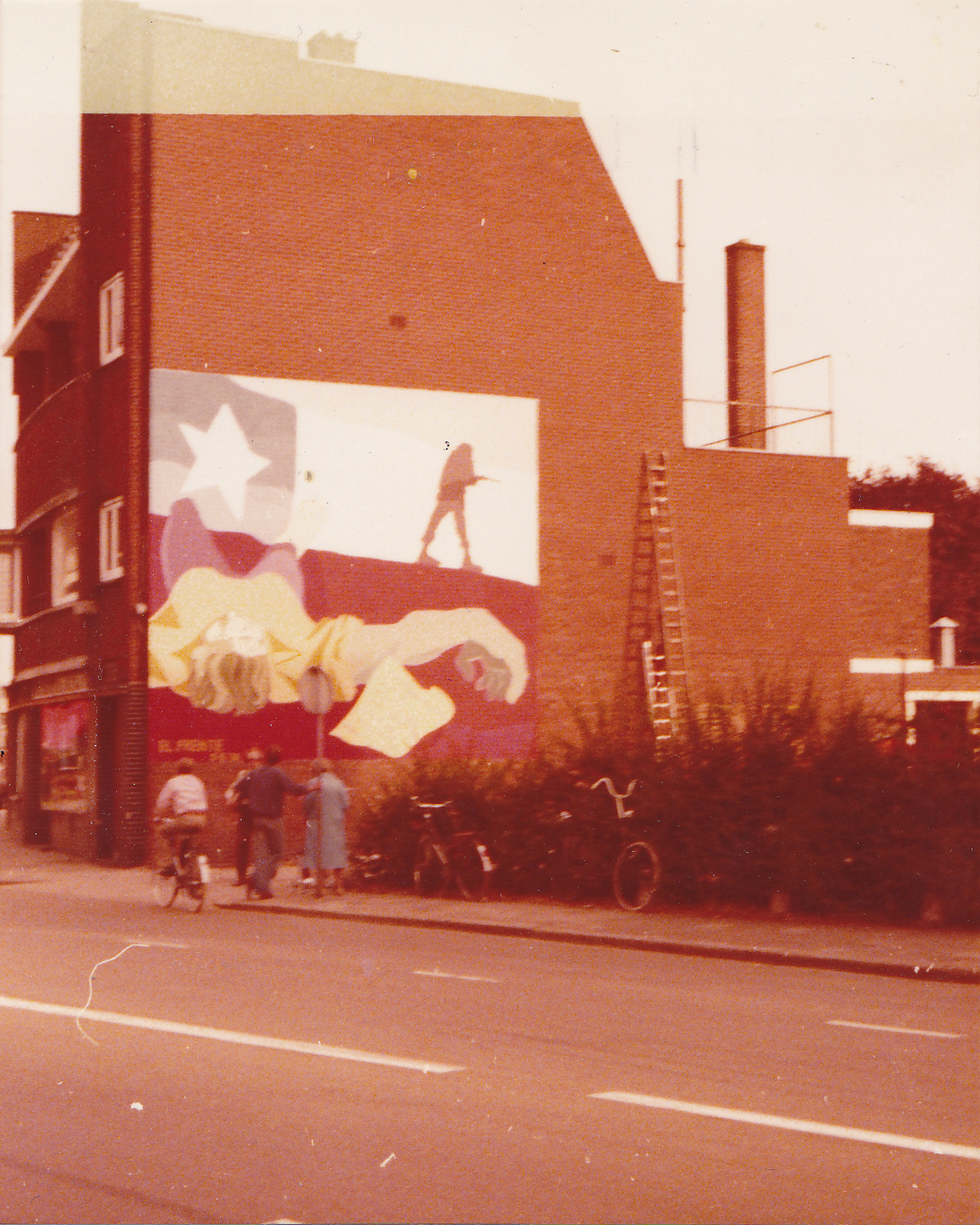
Muurschildering uitgevoerd in 1978 naar een schets van de Chileense schildersbrigade "El Frente" Deze schildering wordt beschouwd als de eerste Street art in Hengelo

Frans Bolscher (Hengelo, 20 juli 1942 - 13 januari 2010) was een Nederlands kunstschilder en beeldhouwer. 
Bolscher studeerde aan de AKI en volgde Ateliers 63 in 1964 grafische technieken en in 1965 vrij schilderen bij Ger Lataster. Hij was docent houtbewerking en vormgeving. Tevens was hij mede-oprichter en bestuurslid van Stichting Beeldende Kunst "Ag", samen met o.a. Jozef de Bot en Fra Paalman. Ook zette hij zich in voor het behoud van de Hengelose Kunstzaal in 1983. In 1975 werd hij toegelaten tot de BKR en kon zich volledig wijden aan het schilderen en met houtbewerken, wat uitmondde in grote zitobjecten. 
Bolscher gebruikte hout als materiaal voor zijn beeldhouwwerken. In zijn schilderijen werkte hij aanvankelijk non-figuratief, maar vanaf 1970 .

## Lijst van exposities
Hieronder volgt een onvolledig overzicht van exposities van Bolscher: 
- 1970 tentoonstelling met Joop Plasmeyer in galerie "De Non"[4]
- 1978 Uitvoering muurschildering
- 1979 dubbelexpositie met Louis Spee in galerie "de Pook"
- 1982 solo expositie galerie "Achterom"
- 1987 solotentoonstelling kunstzaal Hengelo[5]
- 1988 project "Container con Amore"
- 1991 expositie galerie "De Trap"
- 1997 Houtplastieken streekziekenhuis
- 1998 galerie "Muurbloem"
- 2000 kunststichting de Werkplaats Borne
- 2008 overzicht bij boekgalerie Jan Knigge

- International Standard Name Identifier: 0000 0003 9086 5018
- RKD-Nederlands Instituut voor Kunstgeschiedenis: 10173
- Virtual International Authority File: 284608542